# Basilica di San Giovanni Battista (Vizzini)
La Basilica di San Giovanni Battista (un tempo anche chiamata chiesa di San Giovanni Battista delle Vigne) è un luogo aperto al culto cattolico di Vizzini (CT), afferente alla diocesi di Caltagirone, della regione ecclesiastica siciliana.

## Opere d'arte
È conservata ed esposta al pubblico la Madonna del Soccorso, quadro dipinto dal siracusano Mario Minniti, discepolo del celebre Michelangelo Merisi da Caravaggio.
Per le strade di Vizzini, sfila in una processione organizzata ogni anno, la sacra immagine del santo (rappresentato in una statua coperta da un fercolo) durante le giornate dedicate al ricordo della sua decollazione: dal 27 al 29 agosto.